# Scarlat Callimachi (scriitor)
Scarlat Callimachi (n. 20 septembrie 1896, București, România – d. 2 iunie 1975, București, România), supranumit: Prințul Roșu, a fost un jurnalist român, eseist, poet futurist, sindicalist, activist comunist, istoric și om politic democrat. Ca poet, s-a aflat în vecinătatea mișcării de avangardă, cultivând o poetică între constructivism și expresionism, cu elemente de suprarealism.

## Biografie
Scarlat Callimachi s-a născut la 20 septembrie 1896, la București. Era membru al familiei boierești de sorginte fanariotă Callimachi. Nu trebuie să fie confundat cu un străbun al său, omonim, domnitorul fanariot Scarlat Callimachi.
Ca urmare a adeziunii sale la ideologia comunistă, a fost supranumit Prințul Roșu. A publicat izvoare ale istoriei României și unele contribuții la istoria relațiilor româno-ruse.
A fost licențiat în drept, susținând studiile superioare la Paris și a fost gazetar în presa comunistă, colaborând la Facla, Chemarea, Clopotul și altele. A fost redactor-șef la revista Punct și director al ziarului Glasul nostru din Botoșani.
În 1933, a fost închis pentru pamfletul Căderea Babilonului.
Scarlat Callimachi a fost director al Muzeului Româno-Rus, instituție creată pentru scoaterea în evidență a legăturilor culturale dintre România și Uniunea Sovietică, în conformitate cu doctrina Jdanov, până în 1963, când acest muzeu a fost desființat, ca urmare a distanțării lui Gheorghe Gheorghiu-Dej de influența sovietică.
A murit la 2 iunie 1975 și a fost înmormântat la Cimitirul Bellu.

## Distincții
- Medalia „A cincea aniversare a Republicii Populare Române” (24 decembrie 1952) „pentru lupta și munca duse în vederea făuririi, consolidării și prosperării Republicii Populare Române”[5]
- Ordinul „23 August” clasa a IV-a (12 august 1959) „pentru merite deosebite în opera de construire a socialismului”[6]

## Opere
- Frunze, 1920
- Tăceri imobile, 1921 (copertă și ilustrații de Dall Zamphiropol)
- Alb și negru, 1927
- Erotice, 1933
- Octombrie 1917, Colecția Orizont, București, 1946 (cu un portret și două desene de Aurel Mărculescu)
- Căderea Babilonului, E.S.P.L.A., București, 1956
- Un călător prin U.R.S.S., Editura de Stat pentru literatură și artă, București, 1960
- Ritmuri de clopote, Editura pentru Literatură, București, 1968
- Răscoala țărănească din 1514, condusă de Gheorghe Doja, descrisă de Paolo Giovi, în Studii, 1949 II, 4. p. 181-187
- Un istoric olandez despre Ioan Vodă cel cumplit, ibidem, III (1950), 2. p. 158-168
- Un document inedit din anul 1711 privitor la colaborarea militară româno-rusă, ibidem, 3, p. 178-179
- Pagini despre Ioan Vodă zis cel cumplit, scrise în secolul XVI de istoricul francez de la Popelinière, ibidem, V (1952), 2, p. 175-185
- Mișcarea de solidaritate din România cu Gh. Dimitrov, în RRH, I (1962), 2, p. 463-476.